# Šéfe, jdeme na to!
Šéfe, jdeme na to! je československá televizní komedie z roku 1984 režírovaná Hynkem Bočanem. Film je 3. dílem ze série pěti volně navazujících komedií s podvodníky Pepanem, Járou a Marcelou. Celá série vyšla na DVD pod souborným názvem Šéfové.
Pepan, Jára a Marcela jsou na stopě podvodnice Barbary, která je v minulém díle okradla o peníze ze společného podvodu.

## Obsazení
| Petr Nárožný            | podvodník Josef „Pepan” Mareček                                              |
| Karel Heřmánek          | zloděj aut Jaroslav zvaný „Jára“                                             |
| Naďa Konvalinková       | prostitutka Marcela                                                          |
| Jiřina Bohdalová        | podvodnice Barbara alias kuplířka Darina Hříbalová                           |
| Jaroslava Kretschmerová | Anežka Slámová                                                               |
| Pavel Nový              | pasák zvaný „frajer“                                                         |
| Vladimír Hrubý          | Sláma, Anežčin otec                                                          |
| Miloš Vávra             | Sláma, Anežčin bratr                                                         |
| Pavel Spálený ml.       | Sláma, Anežčin bratr                                                         |
| Zdeněk Srstka           | Sláma, Anežčin bratr                                                         |
| Karel Augusta           | soukromý detektiv Procházka alias kapesní zloděj Stanislav „Standa“ Havlíček |
| Miloslav Štibich        | překupník                                                                    |
| Jan Skopeček            | příslušník VB                                                                |
| Václav Babka            | venkovan hledající hotel Beránek                                             |
| Václav Kovařík          |                                                                              |
| Pavla Maršálková        | Slámová, Anežčina matka                                                      |
| Ladislav Trojan         | kapitán Samek alias Manďák                                                   |
| Barbora Štěpánová       | prostitutka Alice v Barbařině nevěstinci                                     |
| Taťána Čechovská        | prostitutka Gábina Manďáková v Barbařině nevěstinci                          |
| Ladislav Gerendáš       | muž venčící psa                                                              |
| Václav Kotva            | vrátný ve Strojostavu                                                        |
| Laďka Kozderková        | Drahuše, sousedka Slámových                                                  |
| Antonín Molčík          | muž s rozbitým lustrem                                                       |
| Mirko Musil             | Trachta                                                                      |
| Gabriela Wilhelmová     | správcová                                                                    |